# Bythonia consensa
Bythonia consensa är en insektsart som beskrevs av Blocker och Webb 1990. Bythonia consensa ingår i släktet Bythonia och familjen dvärgstritar. Inga underarter finns listade i Catalogue of Life.